# XT-69榴彈炮

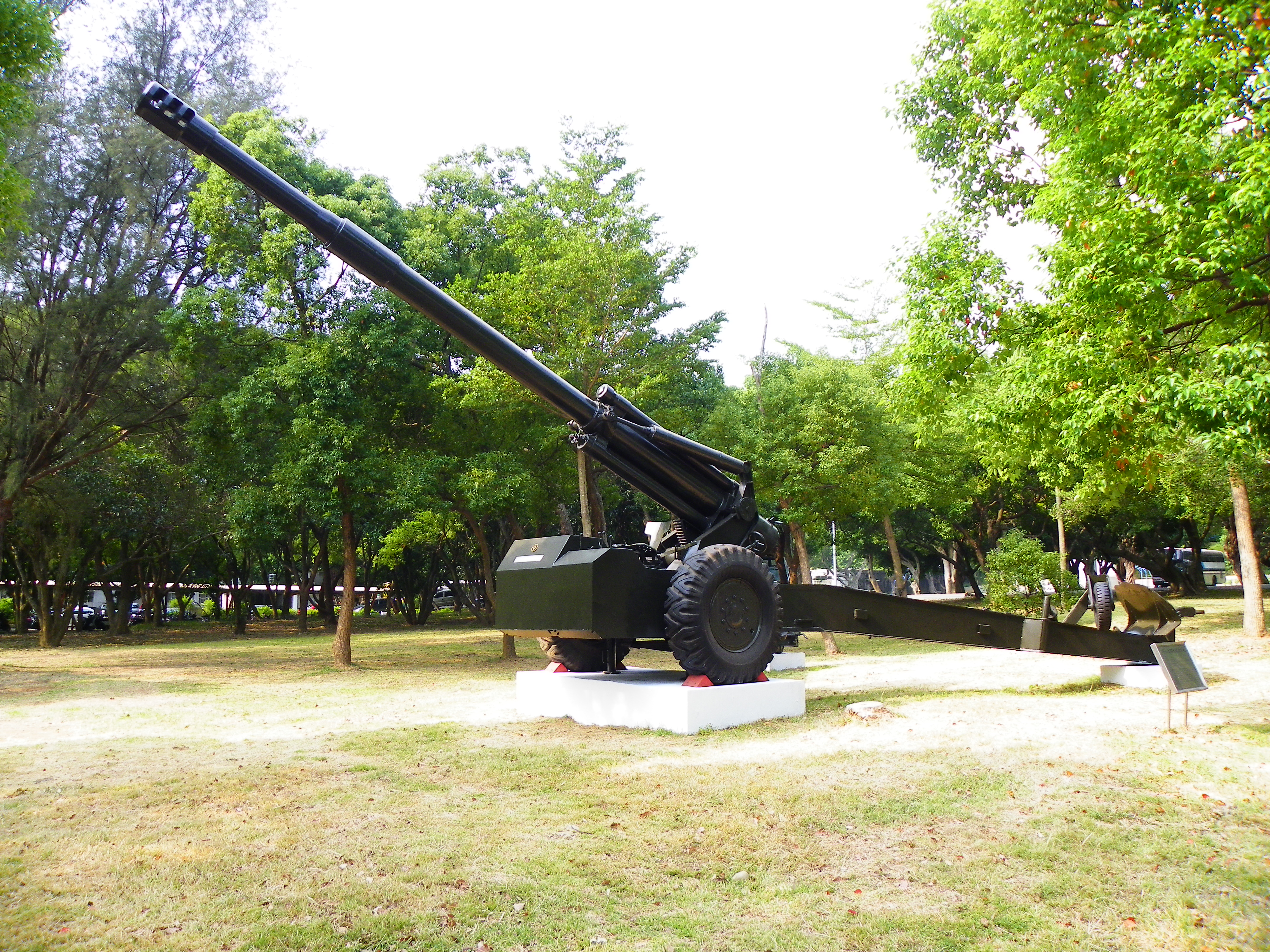
XT-69榴彈炮左側

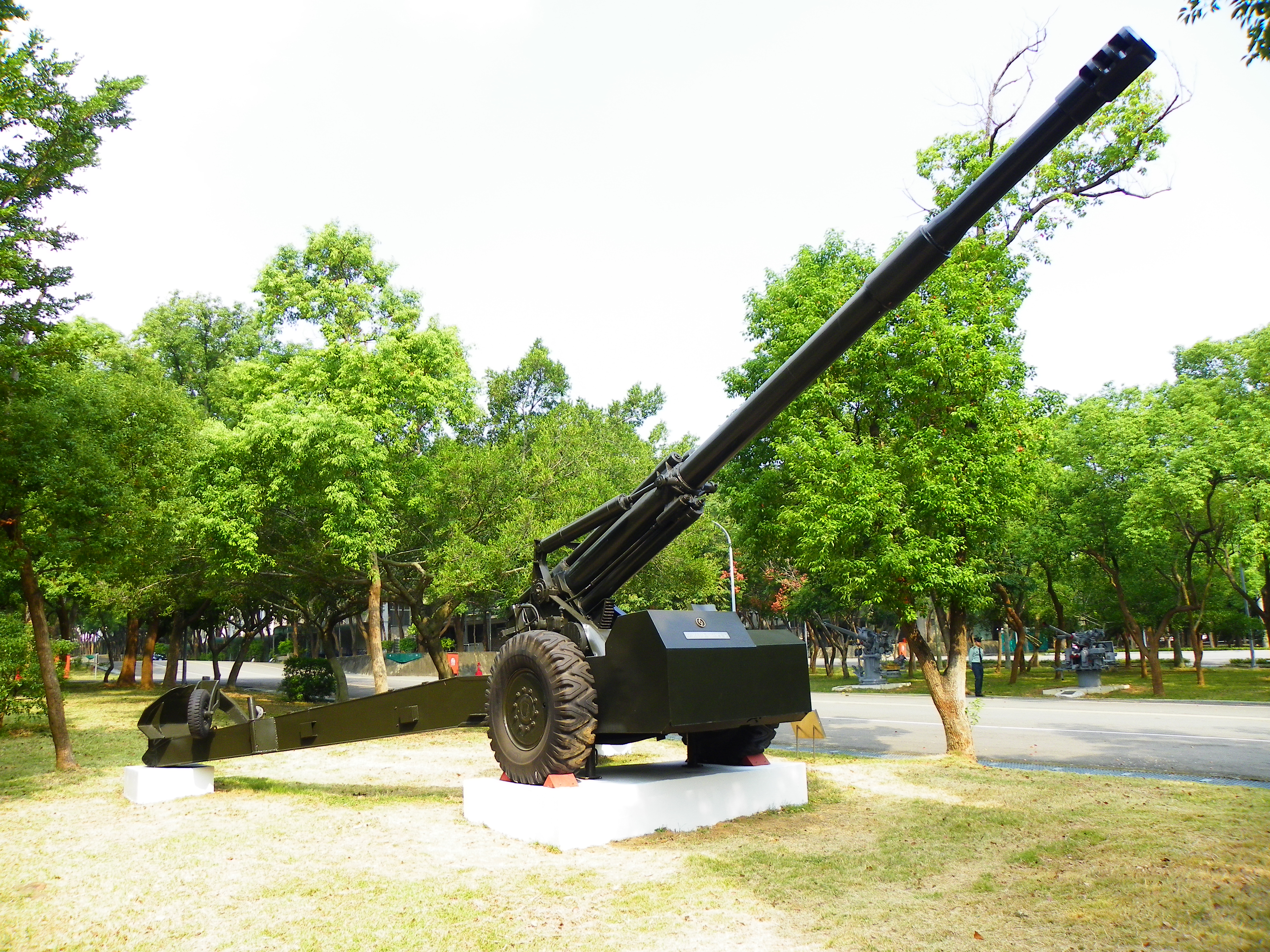
XT-69榴彈炮右側

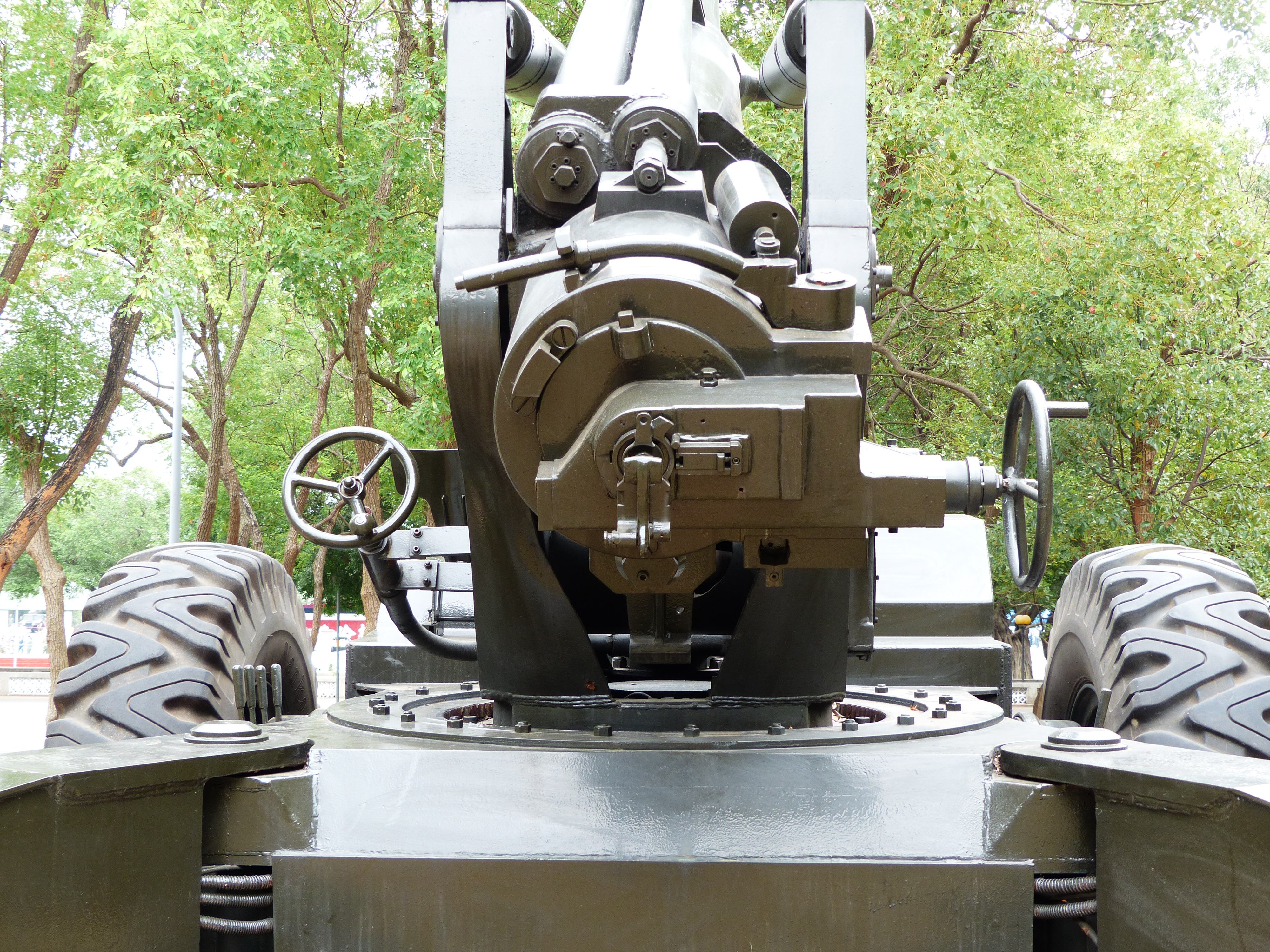
炮栓

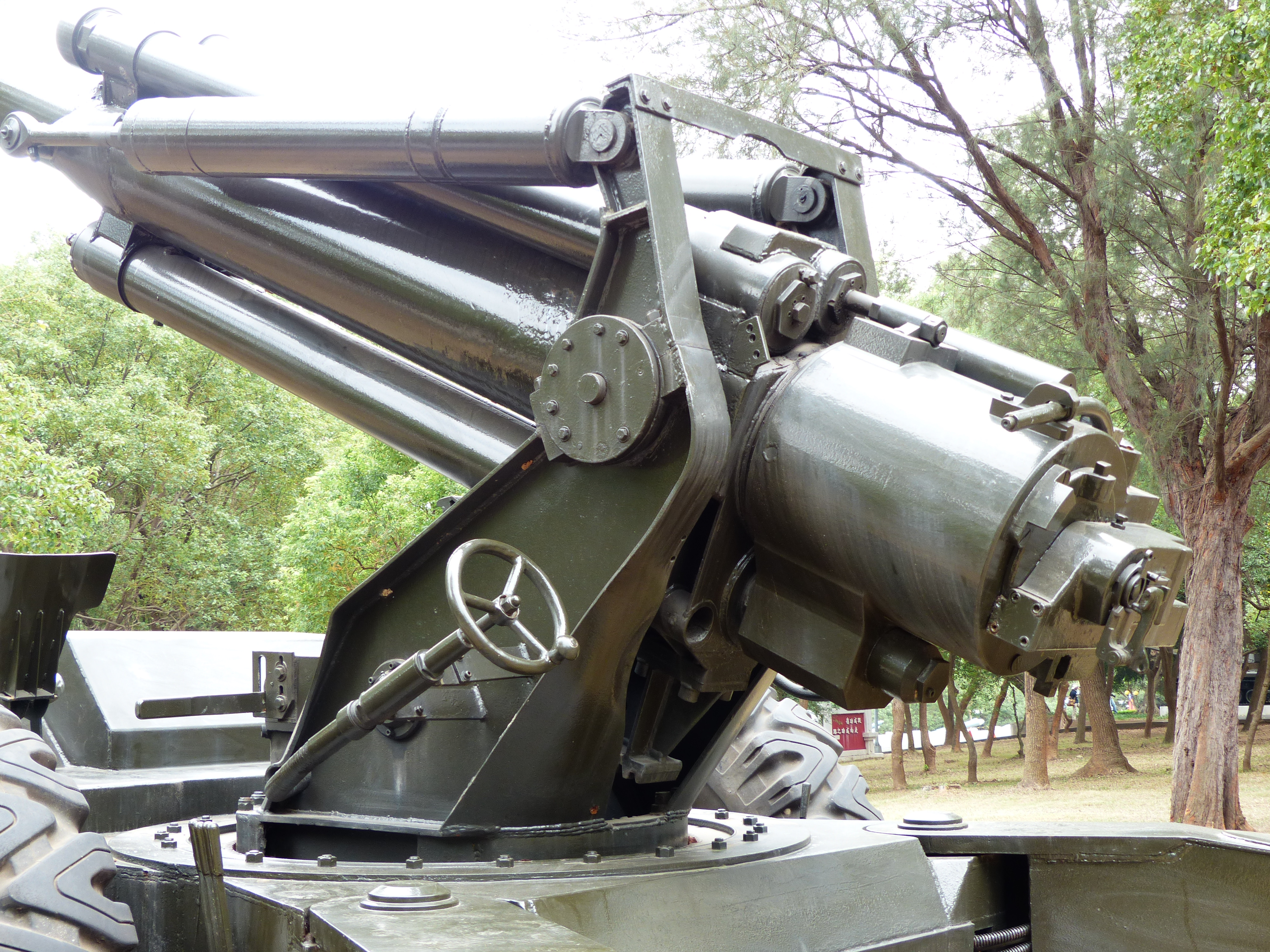
炮栓左側

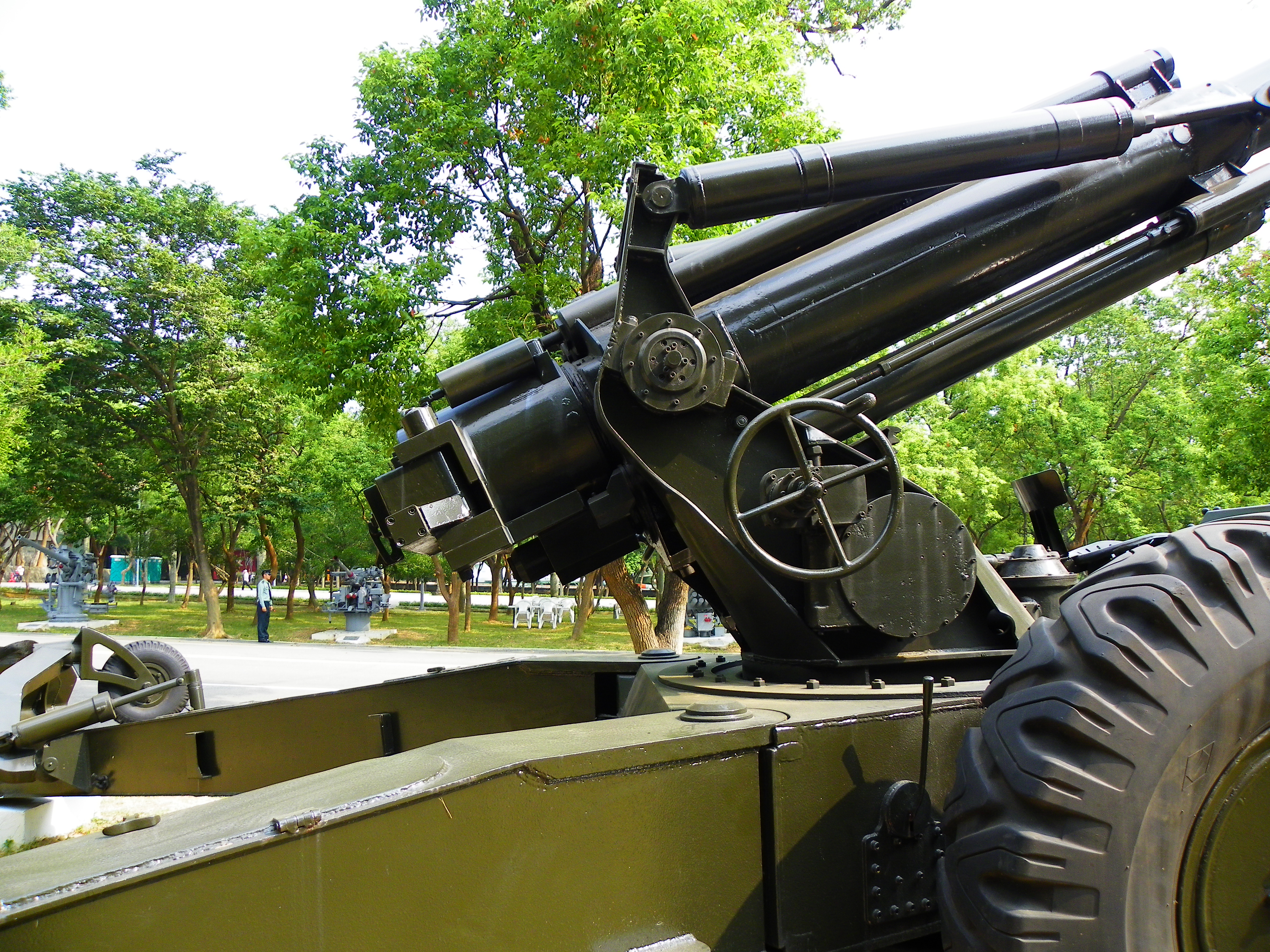
炮栓右側

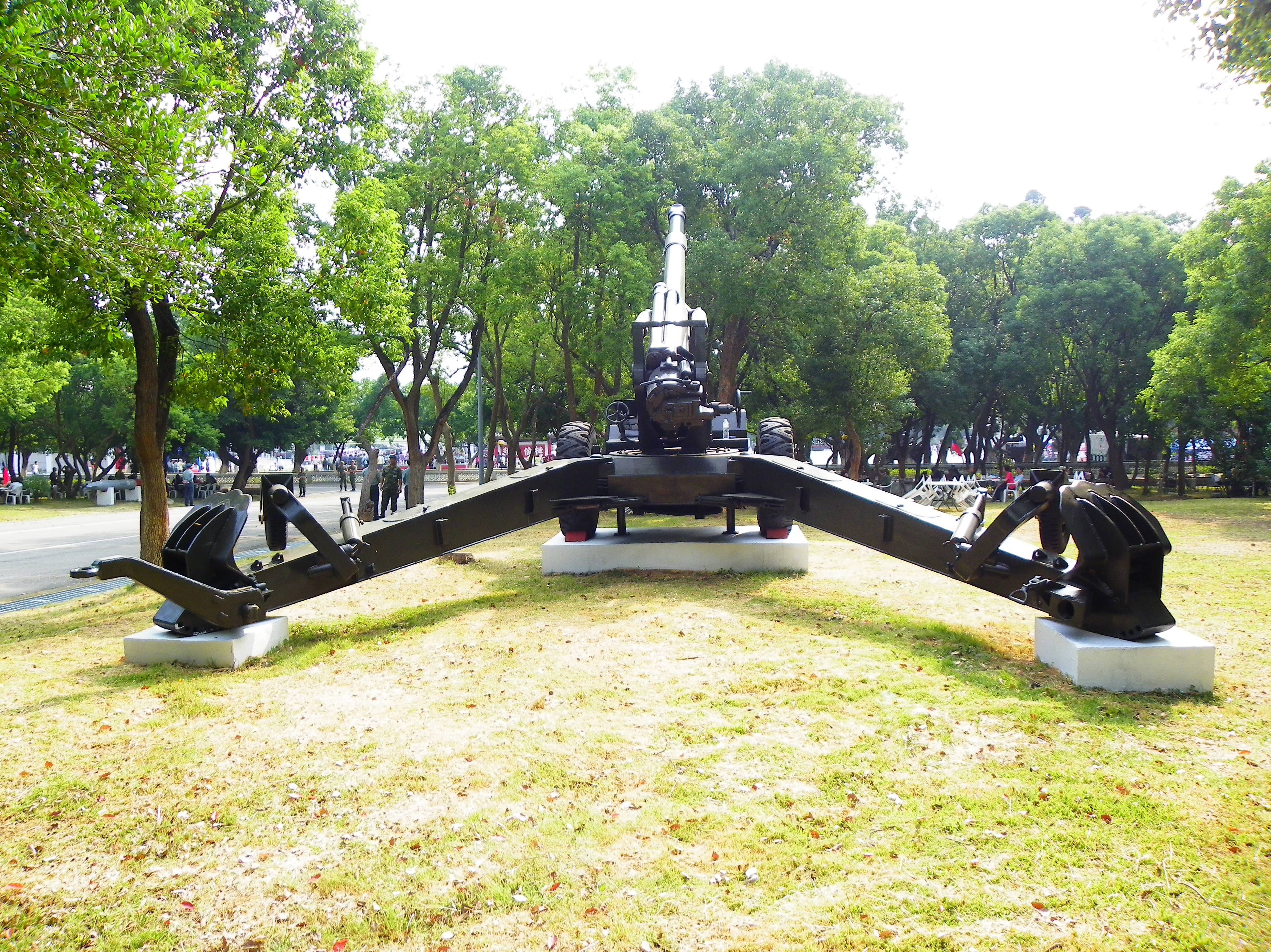
炮尾

XT-69榴彈炮（又稱155增程砲）為中華民國參考G-5榴彈砲後製造之武器，由於技術考量最終無法量產服役。

## 簡介
1979年（民國68年），南非在吉拉德.布爾博士的協助下開發出G-5榴彈砲（155公釐榴彈砲），其性能優勢讓此砲名聲享譽國際。中華民國曾有意引入，但南非無意給予台灣授權生產資格，生產報價極昂貴。為此軍方自聯勤202廠，4月15日派遣一批參訪團前往南非參訪G-5射擊表演，表面對南非說法為考察評估，實質上是想藉由202廠的火炮專家以個人手段取得G-5的設計，希望在沒有藍圖及樣品的情況下，以逆向工程的方式製造相近水平的火砲。
G-5在1979年時是設計十分先進的榴彈砲，砲管7公尺長，採用45倍徑的設計，同時期由英國、西德、義大利合作開發的FH-70 155公釐榴彈砲只不過是39倍徑，G-5的射程遠，發射增程彈可達30公里，配備有輔助動力裝置，可自力行走，無需牽引車即可短距離轉換陣地，全油壓系統，放列及收架都只需3分鐘，因為無需挖駐鋤坑，可減省砲班人力。
G-5的展示性能代表了1970年代西方火炮的變革，包括了以機械力取代人力以及高倍徑炮管帶來的射程優勢。為了防止考察團竊取資料，南非在考察團到訪時作了諸多保密措施，在考察團參觀工廠時停工迎接，不准拍照，對於各種數據也都答得很模糊。但考察團的技工群以實作經驗法則與小型道具進行G-5基本規格推估，並將火炮外觀估計資料帶回台灣。
1979年（民國68年）4月15日，參訪團返回台北，陳笏上校入列參與，當時其他人都認為台灣造不出性能相近的火砲，只有陳笏回答認為可以，製作新型榴彈砲一事便交給他負責了。陳笏累積了仿造研製63甲式105毫米榴彈砲，T-65榴彈炮，M-68榴彈炮三門砲的經驗，加上202廠擴充了火砲生產能量，機台儀器皆有的情況下，陳笏便大膽答應了，之後開始在202廠進行G-5的逆向工程。

## 規格
G-5砲管為45倍徑，台灣在1970年代不具備超過5公尺長無縫鋼管的製造技術，202廠便將兩根無縫鋼管以熱套接合的方式接成7公尺粗胚，又重新設計了砲閂與半自動裝填器，並增添G-5砲所沒有的清膛器與砲口制退器。在1979年（民國68年）9月17日，使用5個月便完成對G-5的複製，試製火砲命名XT-69，並且進行試射，以標準最大膛壓發射M107高爆彈下，最大射程25公里，射程雖比當時陸軍標準師級主力155公厘T-65遠，但與南非原版G-5相比，仍有相當差距。
為了達到30公里射程，南非開發了增程彈與三基發射藥，增程彈與一般傳統砲彈不同，外型更流線，更細長，彈體上有穩定翼以及密封膠圈，這些設計也是從南非考察回來，砲彈室主任譚廷峨上校又偷量又偷撿，撿了碎片回台，並以逆向工程的方式複製增程彈。但三基發射藥因缺乏化學成分配方，無法仿製，原先考察團在結束南非參訪後將會前往加拿大考察增程彈，後因故取消，因此發射藥只靠聯勤203廠自行摸索，203廠開發的三基發射藥直到1984年結案前XT-69試射結果始終最大射程無法達到要求規格的30公里。
原型砲成功後，陳笏開始進行更大的修改，為了要求牽引的速度，將兩軸4輪的輔助動力裝置改成單軸兩輪，因為長途行軍還是得靠牽引車牽引，原先的G-5砲的設計容易過熱，只能保持在時速40公里的速率，改良後可到時速90公里，液壓驅動裝置也做了修改並置於腳架內，可防止碰撞的損壞。第二門原型砲在1981年（民國70年）3月27日完成，後續又造了四門。並在該年的國慶閱兵上展示，不過展示時是裝在M-108自走砲的履帶車底盤上。出席南非人見了十分訝異，抗議立即來了，陳笏之後帶著5個南非人，包括「南非兵工廠」的廠長等人，解釋XT-69與G-5砲的不同處，此事就不了了之。

## 困境
XT-69雖然製造成功，並且成功的阻止南非對臺灣的專利訴訟，但並沒有改變兵工署只有製造，卻缺乏研改的本質缺陷；所以逆向工程時除了抄之外缺乏調整及改良的能力，一旦面對技術細節問題時通常會陷入困境。原型炮在1980年測試時，發射精度甚至劣於二戰的美製火炮，為此202廠當時的廠長阮海水只能求教於與火炮開發幾乎無關的中科院高級顧問黃孝宗來解決技術瓶頸，雖然有性能確實有改善，也讓國軍相信這位外來的和尚會唸經，但是直接顯示了1980年代中華民國國軍的兵工體系缺乏完整設計與問題解決能量，也成為日後XT-69以降國軍火炮開發一再陷入困境的遠因。
由於缺乏研發能量，XT-69許多設計細節問題未能解決，也讓性能大打折扣；包括最大射程仍無法突破30公里，炮管鋼料與發射藥問題始終無解，最後開發案於1984年（民國73年）結案，XT-69開發量產停止。後來1994年（民國83年）的漢光11號演習，聯勤又把XT-69搬了出來，當做新型自製的武器。至於開發核心人員陳笏上校由於升遷問題加上其妻白茜如（中廣名主持人）罹病赴美國治療，因此於1983年（民國72年）1月1日退休。
在XT-69沉寂多年後，2007年台北航太展軍備局202廠曾推出一款搭載45倍徑榴彈炮的輪型自走炮，由於外觀與XT-69過於相似因此被外界質疑是否為XT-69的再製版，不過202駐場人員否認兩者間擁有關連。

### 文獻
- 《霹靂神火-中華民國火炮傳奇》，陳笏、雲皓出版社，ISSN 0258-2341